# Seiva elaborada
A seiva elaborada é uma solução aquosa, composta principalmente por aminoácidos e açúcares, que é transportada pelo floema nas plantas vasculares.
Nas folhas e outros órgãos verdes ocorre a fotossíntese, que é um processo de produção de glicose, o principal produto para a respiração celular, é bombeada para o interior dos tubos crivados e células crivadas do floema, causando um aumento da pressão osmótica no interior dos elementos floemáticos. A seiva elaborada transporta esse produto para todas as partes da planta que dele necessitam, principalmente os que não realizam fotossíntese, como as raízes.
O movimento da seiva elaborada no floema é explicada pela teoria do fluxo de massa, que associa as diferentes concentrações de açúcar nas várias partes da planta com a transferência de água da seiva bruta para dentro dos vasos crivosos do floema; segundo esta teoria, a passagem dos açúcares das células onde são produzidos para as células do floema teria que ser realizada por transporte ativo, assim como a sua passagem para as células dos órgãos de reserva ou outras onde esses açúcares sejam necessários para o metabolismo.